# Domenico de Ferrari
Domenico de Ferrari (Genova, 21 marzo 1804 – Torino, 14 marzo 1882) è stato un magistrato e politico italiano.

## Biografia
Laureatosi in giurisprudenza presso l'Università di Genova, dove fu Professore ordinario di Diritto penale e procedura civile criminale dal 1845 al 1847, divenne nello stesso anno Consigliere del Magistrato di cassazione di Torino. Nel 1848 vinse le prime elezioni della Camera dei deputati nei collegi di Genova II e Lavagna. La sua elezione venne annullata il 16 maggio dello stesso anno per non aver compiuto il triennio di carica nella magistratura. Venne chiamato a reggere il Ministero degli affari esteri dall'8 al 27 marzo 1849. Vinse nuovamente le elezioni del 1849 nel IV collegio di Genova ma lo scioglimento anticipato delle camere gli impedì l'ingresso in Parlamento. Il 10 luglio dello stesso anno venne nominato senatore del regno di Sardegna. Fu Avvocato generale presso il Magistrato di cassazione di Torino nel 1858, Procuratore generale della Corte di cassazione di Torino, poi Milano, poi Torino nel 1860, Primo presidente della Corte di cassazione di Torino dall'11 agosto 1872 al 13 marzo 1879. Fu inoltre Membro della Commissione superiore di liquidazione e Membro del Consiglio superiore della pubblica istruzione dal 1848 al 1860.